# TightVNC
TightVNC è un software di controllo remoto open source composto da un server e da un viewer (client) e disponibile per Linux e Windows. Esiste una versione per MacOS che però non è rilasciata sotto licenza GPL. Va eventualmente richiesta una licenza a codice sorgente per uso commerciale. Non viene fornita una versione SDK o binaria.
Constantin Kaplinsky è lo sviluppatore principale dietro a TightVNC  Ha utilizzato ed esteso il protocollo RFB (Remote Framebuffer) di Virtual Network Computing (VNC) per permettere agli utenti di controllare a distanza lo schermo di un altro computer.

## Codifica
TightVNC è noto per la sua codifica "Tight" ("stretta") riferita al metodo di compressione  efficiente in grado di ridurre la quantità di dati trasmessi tra il server e il client durante una sessione di controllo remoto ottenuta utilizzando una combinazione di compressione JPEG e zlib.. Il risultato tangibile è il miglioramento delle prestazioni su connessioni a bassa larghezza di banda.
TightVNC porta con sé molte altre caratteristiche derivati da VNC come, ad esempio, la capacità di trasferimento file.

## Compatibilità
TightVNC è compatibile con la maggior parte dei client VNC. Tuttavia, la codifica "tight" sviluppata non è supportata dalla maggior parte delle altre implementazioni di VNC. Pertanto, per sfruttare appieno i miglioramenti offerti da questa codifica, è necessario utilizzare TightVNC sia sul computer remoto che su quello locale.
Tra le caratteristiche di TightVNC c'è il trasferimento file che consente di trasferire facilmente file tra il computer remoto e quello locale, il supporto per il driver mirror DemoForge DFMirage in grado di rilevare gli aggiornamenti dello schermo, risparmiando tempo CPU e migliorando le prestazioni di TightVNC, possibilità di ingrandire l'immagine consentendo di zoomare l'immagine sullo schermo remoto e il tunneling SSH automatico in ambiente Unix-like (quindi anche Linux) che fornisce una connessione sicura e criptata.
A partire dalla versione 2.0beta, TightVNC ha introdotto il supporto per il ridimensionamento automatico. Questa funzione consente di adattare la finestra del visualizzatore in base alle dimensioni del desktop remoto, indipendentemente dalla risoluzione del computer host.
TightVNC 1.3.10, rilasciato nel marzo 2009, è l'ultima versione a supportare Linux/Unix. Per questo motivo è ancora utilizzata nelle guide per configurare VNC in ambiente Linux.

## Software derivato

### Remote VNC
RemoteVNC è un fork di TightVNC che aggiunge la capacità di attraversare automaticamente NAT e firewall utilizzando Jingle. Questa funzione rende più facile stabilire connessioni di controllo remoto anche in ambienti con configurazioni di rete complesse. Tuttavia, RemoteVNC richiede un account GMail per funzionare.

### TightVNC Portable Edition
Gli sviluppatori hanno prodotto una versione portatile del software, disponibile sia come download U3 che come applicazione portabile autonoma.

### TurboVNC
TurboVNC si basa sul codice sorgente di TightVNC 1.3.x, xf4vnc, X.org e TigerVNC e include numerosi miglioramenti delle prestazioni e funzionalità mirate ai carichi di lavoro 3D e video.

### TigerVNC
TigerVNC è un software client e server VNC, nato come fork di TightVNC nel 2009. Integra al suo interno parte del codice di TurboVNC.